# Charles Cadogan (2e baron Cadogan)
Charles Cadogan, 2e baron Cadogan (1684/5 - 24 septembre 1776) est un pair anglo-irlandais, soldat et homme politique Whig.

## Famille
Il est le fils cadet de Henry Cadogan et de son épouse, Bridget, deuxième fille du régicide Sir Hardress Waller (en). Il hérite de son titre en 1726 à la mort de son frère aîné William Cadogan, 1er comte Cadogan, dont les titres, autres que celui du premier baron Cadogan, sont éteints.
Il épouse l'héritière Elizabeth Sloane, fille de Sir Hans Sloane, baronnet et Elizabeth Langley Rose, le 25 juillet 1717, à l'église Saint-Georges-Martyr, Queen Square, Londres. Ils ont un fils, Charles Cadogan, 1er comte Cadogan. Le mariage transfère les 250 acres du domaine de Sloane dans la banlieue de Chelsea à la famille Cadogan, qui est depuis la base de la richesse de la famille. Cadogan est le seigneur du manoir de Chelsea.

## Carrière militaire
Il entre dans l'armée, servant pendant la Guerre de Succession d'Espagne où il assiste à la bataille d'Audenarde et à la Bataille de Malplaquet. Sa carrière bénéficie des liens étroits de son frère avec le capitaine général de l'armée, John Churchill, 1er duc de Marlborough. En 1715, il accède au rang de lieutenant-colonel dans les Coldstream Guards. Il est promu brigadier général en 1735, major général en 1739, lieutenant général en 1745 et général en 1761.
Il reçoit le poste de colonel du 4e régiment d'infanterie en 1719 et devient colonel du 6e dragons jusqu'en 1742, date à laquelle il est muté pour la deuxième fois colonel de la 2e troupe de gardes du cheval, poste qu'il occupe ensuite jusqu'à sa mort.
Il est gouverneur de Sheerness entre 1749 et 1752 et de Gravesend et de Tilbury Fort entre 1752 et 1776.
Il est élu député Whig de Reading en 1716 et député Whig de Newport (île de Wight) en 1722.
Il meurt en 1776, étant le plus ancien général de l'armée.